# Argyrosomus

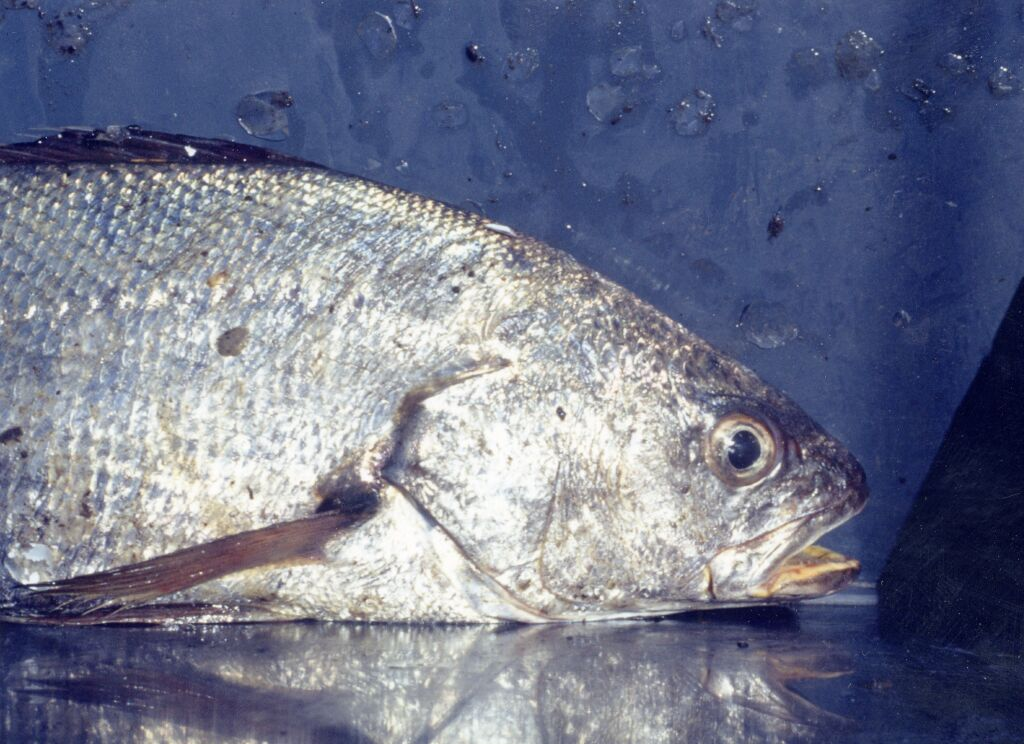
Corb reig (Argyrosomus regius)

Argyrosomus és un gènere de peixos de la família dels esciènids i de l'ordre dels perciformes.

## Morfologia
Són peixos grossos, essent Argyrosomus regius el que ateny la major mida amb 230 cm de longitud.

## Taxonomia
- Argyrosomus amoyensis (Bleeker, 1863)[4]
- Argyrosomus beccus (Sasaki, 1994)[5]
- Argyrosomus coronus (Griffiths & Heemstra, 1995)[6]
- Argyrosomus heinii (Steindachner, 1902)[7]
- Argyrosomus hololepidotus (Lacépède, 1801)[8]
- Argyrosomus inodorus (Griffiths & Heemstra, 1995)[6]
- Argyrosomus japonicus (Temminck & Schlegel, 1843)[9]
- Argyrosomus regius (Asso, 1801)[10]
- Argyrosomus thorpei (Smith, 1977)[11][12][13][14][15][16][17]

## Observacions
Són un trofeu cobejat entre els pescadors esportius.